# موسى بارو
موسى بارو (بالإنجليزية: Musa Barrow)‏ (14 نوفمبر 1998 ب‍بانجول في غامبيا - ) هو لاعب كرة قدم غامبي يلعب مع نادي التعاون السعودي ومنتخب غامبيا لكرة القدم في مركز الهجوم.

## وصلات خارجية
- موسى بارو على موقع الاتحاد الأوربي (الإنجليزية)
- موسى بارو على موقع قاعدة بيانات كرة القدم.إي يو (الإنجليزية)
- موسى بارو على موقع ناشيونال فوتبول تيمز (الإنجليزية)
- موسى بارو على موقع Soccerbase.com (لاعب) (الإنجليزية)
- موسى بارو على موقع Soccerway.com (الإنجليزية)
- موسى بارو على موقع عالم كرة القدم.نت (الإنجليزية)